# アルタ・テルメ
アルタ・テルメ（伊: Arta Terme）は、イタリア共和国フリウリ＝ヴェネツィア・ジュリア州ウーディネ県にある、人口約2,000人の基礎自治体（コムーネ）。

## 地理

### 位置・広がり

#### 隣接コムーネ
隣接するコムーネは以下の通り。
- モッジョ・ウディネーゼ
- パルッツァ
- パウラーロ
- ストリオ
- トルメッツォ
- トレッポ・リゴスッロ
- ズーリオ

### 気候分類・地震分類
アルタ・テルメにおけるイタリアの気候分類 (it) および度日は、zona F, 3249 GGである。
また、イタリアの地震リスク階級 (it) では、zona 2 (sismicità media) に分類される。

## 行政

### 分離集落
アルタ・テルメには、以下の分離集落（フラツィオーネ）がある。
- Avosacco, Cabia, Cedarchis, Lovea, Piano d'Arta, Piedim, Rivalpo, Valle

## 姉妹都市
- ノアーレ、イタリア